# Chloris mearnsii
Chloris mearnsii är en gräsart som beskrevs av Elmer Drew Merrill. Chloris mearnsii ingår i släktet kvastgrässläktet, och familjen gräs. Inga underarter finns listade i Catalogue of Life.